# Rupert Hollaus
Rupert Hollaus   (Traisen, 4 de setembre de 1931 - Monza, 11 de setembre de 1954) va ser un pilot de motociclisme austríac que va guanyar el Campionat del Món de 125cc de 1954 com a membre de l'equip de fàbrica de NSU. És l'únic austríac a haver guanyat mai un mundial de motociclisme i el primer a aconseguir-ho de forma pòstuma.

## Carrera esportiva
Nascut a Traisen, a la Baixa Àustria, Hollaus va debutar als Grans Premis la temporada de 1953. El 1954 va dominar la classe de 125cc i en va guanyar els quatre primers Grans Premis. La seva victòria al TT de l'illa de Man aquell any el converteix en un dels set únics pilots que han guanyat mai una cursa al TT de Man en el seu primer intent. A causa de la longitud del circuit (37,7 milles), els competidors solen fer dos o tres intents abans no n'aprenen els matisos. Hollaus es va morir aquell any mateix durant els entrenaments del Gran Premi de les Nacions, a Monza. Els triomfs que havia obtingut fins aleshores el van fer campió del món de 125cc i subcampió de 250cc, darrere del seu company d'equip Werner Haas, a títol pòstum.
El 23 de febrer de 1955, Hollaus va ser nominat pòstumament "Personalitat esportiva austríaca de l'any 1954".

## Resultats al Mundial de motociclisme
Barem de puntuació de 1950 a 1968:
| Posició | 1 | 2 | 3 | 4 | 5 | 6 |
| Punts   | 8 | 6 | 4 | 3 | 2 | 1 |

Barem de puntuació de 1969 a 1987:
| Posició | 1  | 2  | 3  | 4 | 5 | 6 | 7 | 8 | 9 | 10 |
| Punts   | 15 | 12 | 10 | 8 | 6 | 5 | 4 | 3 | 2 | 1  |

(Ids. Grans Premis | Llegenda) (Curses en negreta indiquen pole; curses en  itàlica indiquen volta ràpida)
Font:
| Any  | Categoria | Equip      | 1     | 2     | 3     | 4     | 5     | 6      | 7     | 8     | Punts | Posició | Victòries |
| ---- | --------- | ---------- | ----- | ----- | ----- | ----- | ----- | ------ | ----- | ----- | ----- | ------- | --------- |
| 1952 | 250cc     | Moto Guzzi | CH -  | IOM - | NED - | GER 9 | ULS - | NAT 17 |       |       | 0     | —       | 0         |
| 1953 | 125cc     | NSU        | IOM - | NED - | GER - | ULS - |       | NAT -  | ESP 3 |       | 4     | 9è      | 0         |
| 1953 | 250cc     | Moto Guzzi | IOM - | NED - | GER 6 | ULS - | CH -  | NAT -  | ESP - |       | 1     | 15è     | 0         |
| 1954 | 125cc     | NSU        |       | IOM 1 | ULS 1 | NED 1 | GER 1 |        | NAT - | ESP - | 32    | 1r      | 4         |
| 1954 | 250cc     | NSU        | FRA 3 | IOM 2 | ULS - | NED 2 | GER 2 | CH 1   | NAT - |       | 26    | 2n      | 1         |